# Busbanzá Siglo XVIII
Busbanzá Siglo XVIII: Esta es la Cronología de la Historia de la población de Busbanzá, Boyacá, Colombia, desde el año 1700 hasta el año 1800.

## Historia
| Historia de Busbanzá Siglo XVIII ( Años 1700 a 1800 ) NUEVO REINO DE GRANADA desde el año 1560 hasta el año 1820 |
| --- |
| |

      NUEVO REINO DE GRANADA desde el año 1560 hasta el año 1820